# Persone di cognome Hudson
| Questa pagina contiene informazioni ricavate automaticamente dalle voci biografiche con l'ausilio del template Bio e di un bot. L'aggiornamento è periodico e automatico e ricostruisce completamente la pagina. Se manca una persona in questa lista, sei pregato di non aggiungerla, ma accertati piuttosto che la sua voce biografica contenga il template Bio e che i dati anagrafici siano correttamente compilati. Se il template Bio manca, inseriscilo tu stesso o, in alternativa, metti l'avviso {{tmp\|Bio}} che ne segnala la mancanza. Se i dati riportati sono sbagliati, correggi direttamente la voce biografica; le modifiche saranno visibili in questa lista entro pochi giorni. Per chiarimenti vedi il progetto antroponimi. La lista contiene solo le 60 persone che sono citate nell'enciclopedia e per le quali è stato implementato correttamente il template Bio. Pagina aggiornata al 17 ott 2024. |

Questa è una lista di persone presenti nell'enciclopedia che hanno il cognome Hudson, suddivise per attività principale.

## Allenatori di calcio(2)
- Anthony Hudson, allenatore di calcio e ex calciatore inglese (Londra, n. 1981)
- Mark Alexander Hudson, allenatore di calcio e ex calciatore inglese (Guildford, n. 1982)

## Attori(2)
- Ernie Hudson, attore statunitense (Benton Harbor, n. 1945)
- Oliver Hudson, attore statunitense (Los Angeles, n. 1976)

## Attrici(5)
- Haley Hudson, attrice e cantante statunitense (Los Angeles, n. 1986)
- Kate Hudson, attrice e cantante statunitense (Los Angeles, n. 1979)
- Lucy-Jo Hudson, attrice e conduttrice televisiva inglese (Leeds, n. 1983)
- Nell Hudson, attrice britannica (Londra, n. 1990)
- Rochelle Hudson, attrice statunitense (Oklahoma City, n. 1916 - Palm Desert, † 1972)

## Aviatori(1)
- Harold B. Hudson, aviatore canadese (Cobham, n. 1898 - Vancouver, † 1982)

## Botanici(1)
- William Hudson, botanico e farmacista britannico (n. 1730 - † 1793)

## Calciatori(3)
- Alan Hudson, ex calciatore inglese (Londra, n. 1951)
- George Hudson, calciatore inglese (Manchester, n. 1937 - † 2020)
- Ray Hudson, ex calciatore, allenatore di calcio e giornalista inglese (Hexham, n. 1955)

## Cantanti(2)
- Jennifer Hudson, cantante, attrice e imprenditrice statunitense (Chicago, n. 1981)
- H.R., cantante statunitense (Londra, n. 1956)

## Cantautori(1)
- Harry Hudson, cantautore statunitense (Englewood, n. 1993)

## Cantautrici(1)
- Katy Perry, cantautrice e imprenditrice statunitense (Santa Barbara, n. 1984)

## Cestisti(8)
- Roosie Hudson, cestista statunitense (n. 1915 - Chicago, † 1985)
- Will Hudson, ex cestista statunitense (Madison, n. 1989)
- Frank Hudson, ex cestista tedesco (Berlino, n. 1957)
- Jalen Hudson, cestista statunitense (Akron, n. 1996)
- Lester Hudson, cestista statunitense (Memphis, n. 1984)
- Lou Hudson, cestista statunitense (Greensboro, n. 1944 - Atlanta, † 2014)
- Troy Hudson, ex cestista statunitense (Carbondale, n. 1976)
- Wendell Hudson, ex cestista e allenatore di pallacanestro statunitense (Birmingham, n. 1951)

## Chitarristi(2)
- Jon Hudson, chitarrista statunitense (San Francisco)
- Slash, chitarrista, compositore e produttore discografico britannico (Londra, n. 1965)

## Compositori(1)
- Will Hudson, compositore e arrangiatore statunitense (Grimsby, n. 1908 - Isle of Palms, † 1981)

## Conduttrici televisive(1)
- Charlotte Hudson, conduttrice televisiva britannica (Sheffield, n. 1972)

## Diplomatici(1)
- James Hudson, diplomatico britannico (Londra, n. 1810 - Strasburgo, † 1885)

## Disc jockey(1)
- Lord Tim Hudson, disc jockey inglese (Prestbury, n. 1940 - † 2019)

## Economisti(1)
- Michael Hudson, economista statunitense (Minneapolis, n. 1939)

## Esploratori(2)
- Henry Hudson, esploratore e navigatore inglese (Londra, n. 1565 - Baia di James, † 1611)
- Huberht Hudson, esploratore, marinaio e militare britannico (Islington, n. 1886 - Oceano Atlantico, † 1942)

## Giavellottiste(1)
- Victoria Hudson, giavellottista austriaca (n. 1996)

## Giocatori di baseball(2)
- Charlie Hudson, ex giocatore di baseball statunitense (Ada, n. 1949)
- Daniel Hudson, giocatore di baseball statunitense (Lynchburg, n. 1987)

## Giocatori di football americano(6)
- Doug Hudson, ex giocatore di football americano statunitense (Memphis, n. 1964)
- James Hudson, giocatore di football americano statunitense (Toledo, n. 1999)
- Jim Hudson, giocatore di football americano statunitense (Steubenville, n. 1943 - Austin, † 2013)
- Khaleke Hudson, giocatore di football americano statunitense (McKeesport, n. 1997)
- Tanner Hudson, giocatore di football americano statunitense (Paris, n. 1994)
- Rodney Hudson, giocatore di football americano statunitense (Mobile, n. 1989)

## Hockeisti su ghiaccio(2)
- Dave Hudson, ex hockeista su ghiaccio canadese (St. Thomas, n. 1949)
- Lou Hudson, hockeista su ghiaccio canadese (Thamesville, n. 1898 - † 1975)

## Imprenditori(1)
- George Hudson, imprenditore britannico (Howsham, n. 1800 - Londra, † 1871)

## Militari(1)
- Havelock Hudson, militare britannico (n. 1862 - † 1944)

## Musicisti(1)
- Garth Hudson, musicista e polistrumentista canadese (Windsor, n. 1937)

## Pittori(1)
- Thomas Hudson, pittore inglese (Devon, n. 1701 - Twickenham, † 1779)

## Politici(1)
- Richard Hudson, politico statunitense (Franklin, n. 1971)

## Produttori discografici(2)
- Keith Hudson, produttore discografico e cantante giamaicano (Kingston, n. 1946 - New York, † 1984)
- Mark Hudson, produttore discografico e musicista statunitense (Portland, n. 1951)

## Registi(1)
- Hugh Hudson, regista britannico (Londra, n. 1936 - Londra, † 2023)

## Sciatori alpini(1)
- Bill Hudson, ex sciatore alpino statunitense (Los Angeles, n. 1966)

## Scrittori(1)
- William Henry Hudson, scrittore, naturalista e ornitologo inglese (Quilmes, n. 1841 - Londra, † 1922)

## Scrittrici(1)
- Kerry Hudson, scrittrice britannica (Aberdeen, n. 1980)

## Showgirl e showman(1)
- Walter Hudson, showman e editore statunitense (Brooklyn, n. 1944 - Hempstead, † 1991)

## Stiliste(1)
- Ola Hudson, stilista statunitense (n. 1946 - Los Angeles, † 2009)

## Velocisti(1)
- Andrew Hudson, velocista statunitense (Cibolo, n. 1996)